# Antrocaryon
Antrocaryon  es un género de plantas con cuatro especies,  perteneciente a la familia de las anacardiáceas.

## Taxonomía
El género fue descrito por Jean Baptiste Louis Pierre y publicado en Bull. Mens. Soc. Linn. Paris ser. 2. 23. 1898. La especie tipo es: Antrocaryon klaineanum Pierre

## Especies
- Antrocaryon klaineanum Pierre
- Antrocaryon micraster A.Chev. & Guillaumin
- Antrocaryon nannanii De Wild.
- Antrocaryon schorkopfii Engl.